# 覚醒下開頭術

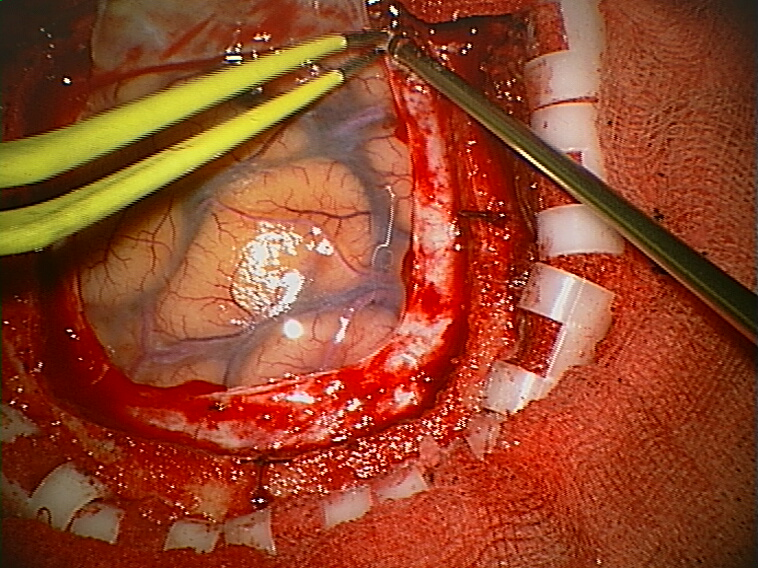
開頭手術の術中写真。この間、患者は全身麻酔からは覚醒しているが、局所麻酔により、意識があっても痛みを感じない状態を維持できる。

覚醒下開頭術（かくせいかかいとうじゅつ）は、脳損傷を避けるために患者が起きている間に外科医が脳腫瘍を除去できるようにする脳神経外科手術および開頭術の一種である。手術中、脳神経外科医は皮質マッピングを実行して、腫瘍の切除中に邪魔になる一方で温存すべき、雄弁な皮質と呼ばれる重要な領域を特定する。

## 適応
覚醒下開頭術の特定の用途は、大脳皮質をマッピングして、手術による言語障害または運動障害の発生を回避することである。全身麻酔下で行われる手術よりも合併症を避けるのに効果的である。覚醒下開頭術は、神経膠芽腫、神経膠腫、脳転移など、さまざまな脳腫瘍に適応となる。また、機能を損なうことなく発作を引き起こす組織の部分をより大きく切除するためのてんかん手術、深部脳刺激装置、または淡蒼球切除にも使用できる。覚醒下開頭術により、切除可能（手術で治療可能）とみなされる腫瘍の範囲が拡大し、一般的に回復時間が短縮された。覚醒下開頭術は、手術後の医原性脳損傷の減少にも関連している。

## 手技
腫瘍またはてんかんの手術のために覚醒下開頭術が開始される前に、患者には抗不安薬が投与されることがある。その後、全身麻酔を導入し、頭を完全に静止させる脳外科用頭部固定具を装着する。その後、麻酔科医はリドカインやブピバカインなど局所麻酔薬を使用して、頭と首の皮膚と骨を麻酔する。開頭術は、外科医が腫瘍の上の頭蓋骨の領域を除去し、脳を保護する膜である髄膜を切開することから始まる。脳組織を切除する前に、患者を目覚めさせ、脳神経外科医が小さな電気刺激装置を使用して皮質マップを作成し、領域が刺激されたときの患者の状態の変化を観察する。ある領域が刺激され、患者が動いたり発話などの能力を失ったりした場合、外科医はその領域が重要であり、腫瘍に到達するために切除したり切開したりできないことを認識する。処置中、外科医、麻酔科医、技師、およびその他の外科スタッフが患者に話しかける。彼らは、患者が物事に名前を付ける能力、たとえば異常な感覚を報告する能力を常に評価する。この手法には2つのバリエーションがある:覚醒-睡眠-覚醒(Asleep-awake-asleep: AAA)と、監視下麻酔管理(Monitored Anesthesia Care: MAC)である。AAA手術では、患者は皮質マッピング中にのみ起きており、その前後は全身麻酔下にある。一方、MAC手術では、皮質マッピング前後は鎮静されている。
脳深部刺激療法の手順は似ているが、頭蓋骨を除去する代わりに、電極用に穿頭を行うMAC手術がより一般的である。

## 合併症
覚醒下開頭術の合併症は、全身麻酔下で行われる脳手術の合併症と類似している – 手術中の痙攣、吐き気、嘔吐、運動機能または発話機能の喪失、血行動態の不安定性(高血圧、低血圧、または頻脈)、脳浮腫、出血、脳卒中または空気塞栓、および死。痙攣発作は最も一般的な合併症である。

## 禁忌
覚醒下開頭術が適切でない患者もいる。不安障害、閉所恐怖症、統合失調症、または疼痛耐性が低い人は、心理的危機に対するいかなる治療も手術に悪影響を及ぼし、患者を傷つける可能性があるため、覚醒下手術の候補としては不適当である。さらに、閉塞性睡眠時無呼吸症候群の患者は、酸素化、換気、気道が困難になる可能性などの問題があるため、通常、候補としては不適当と考えられる。